# Tetrik II.
Tetrik II. puno ime Gaius Pius Esuvius Tetricus, od 273. do 274. Suvladar svoga oca Tetrika I. Galijskog carstva.